# Kazimierz Władysław Wóycicki

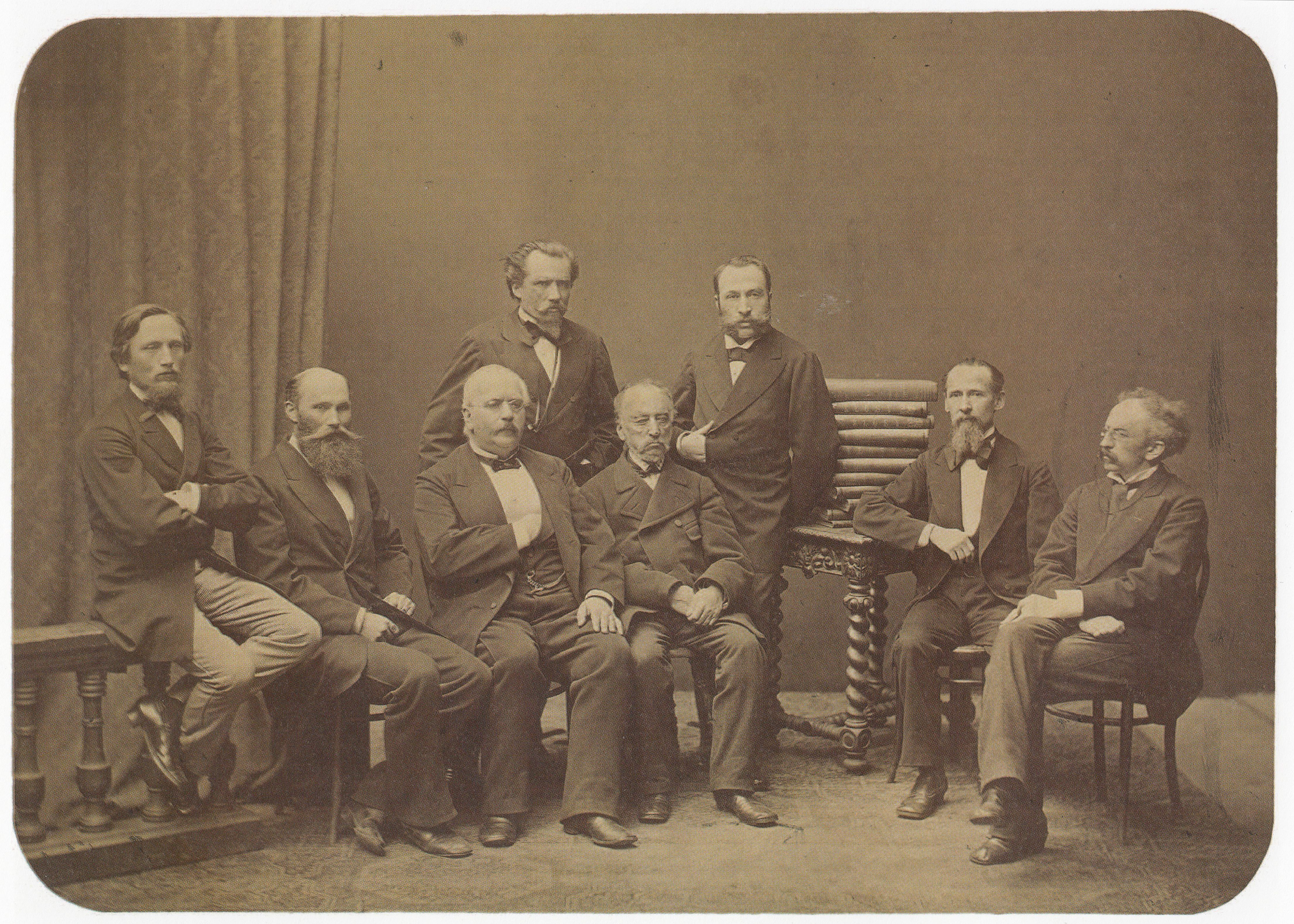
Kazimierz Władysław Wóycicki (czwarty z prawej) z redaktorami tygodnika Kłosy (1876)

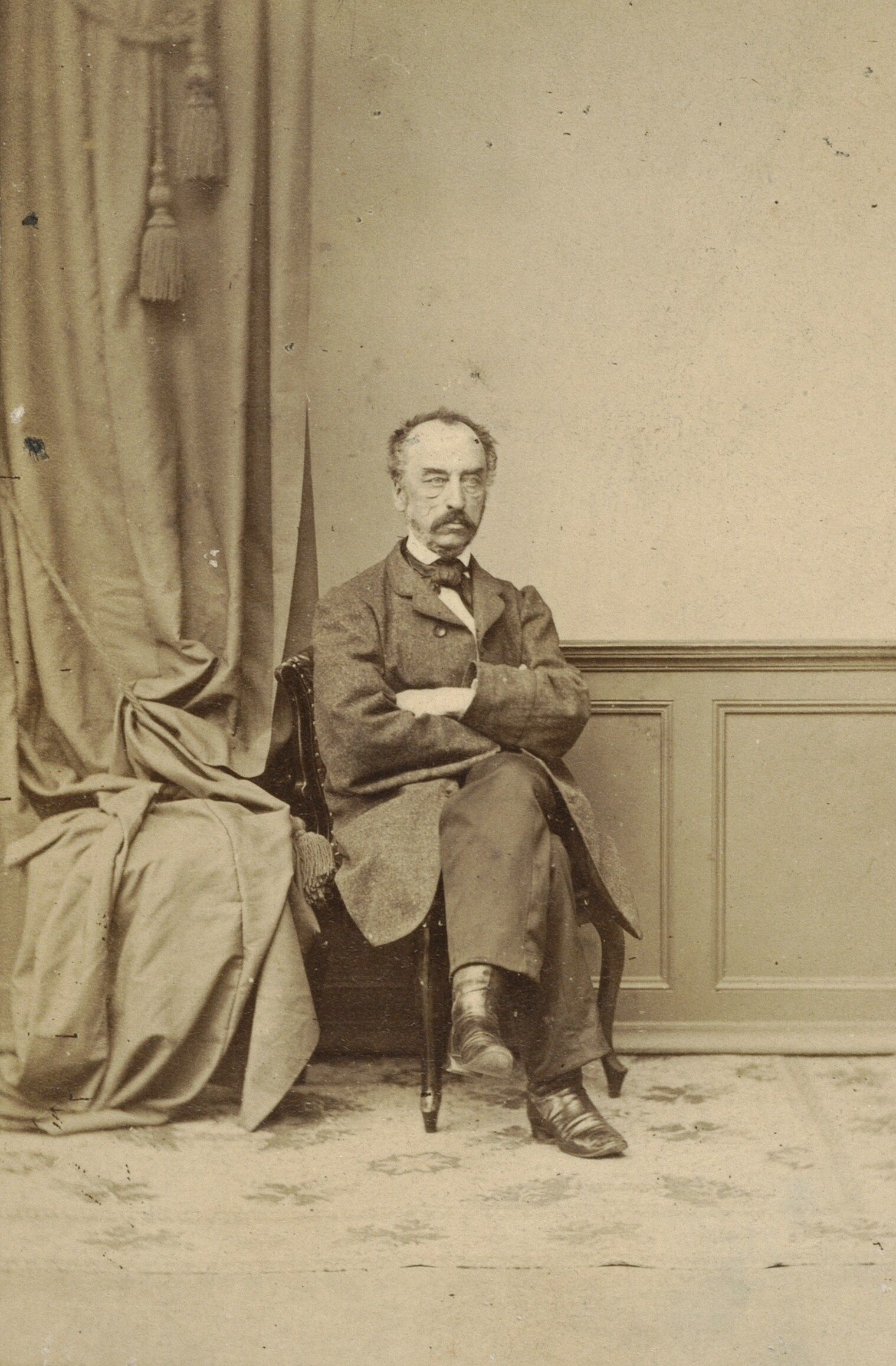
Portret Kazimierza Władysława Wóycickiego, fot. Jan Mieczkowski, ok. 1865

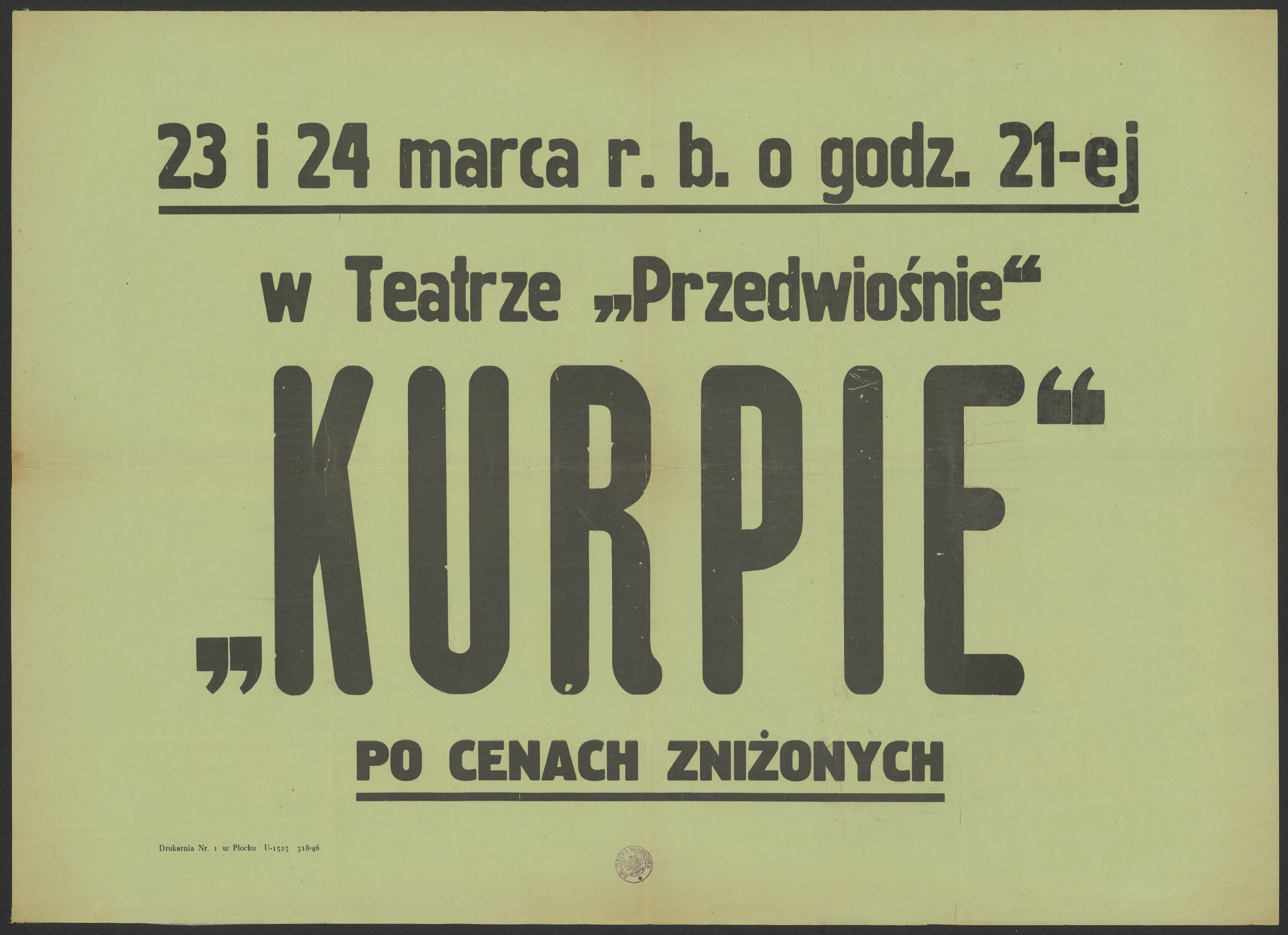
Afisz sztuki teatralnej na podstawie powieści historycznej „Kurpie”

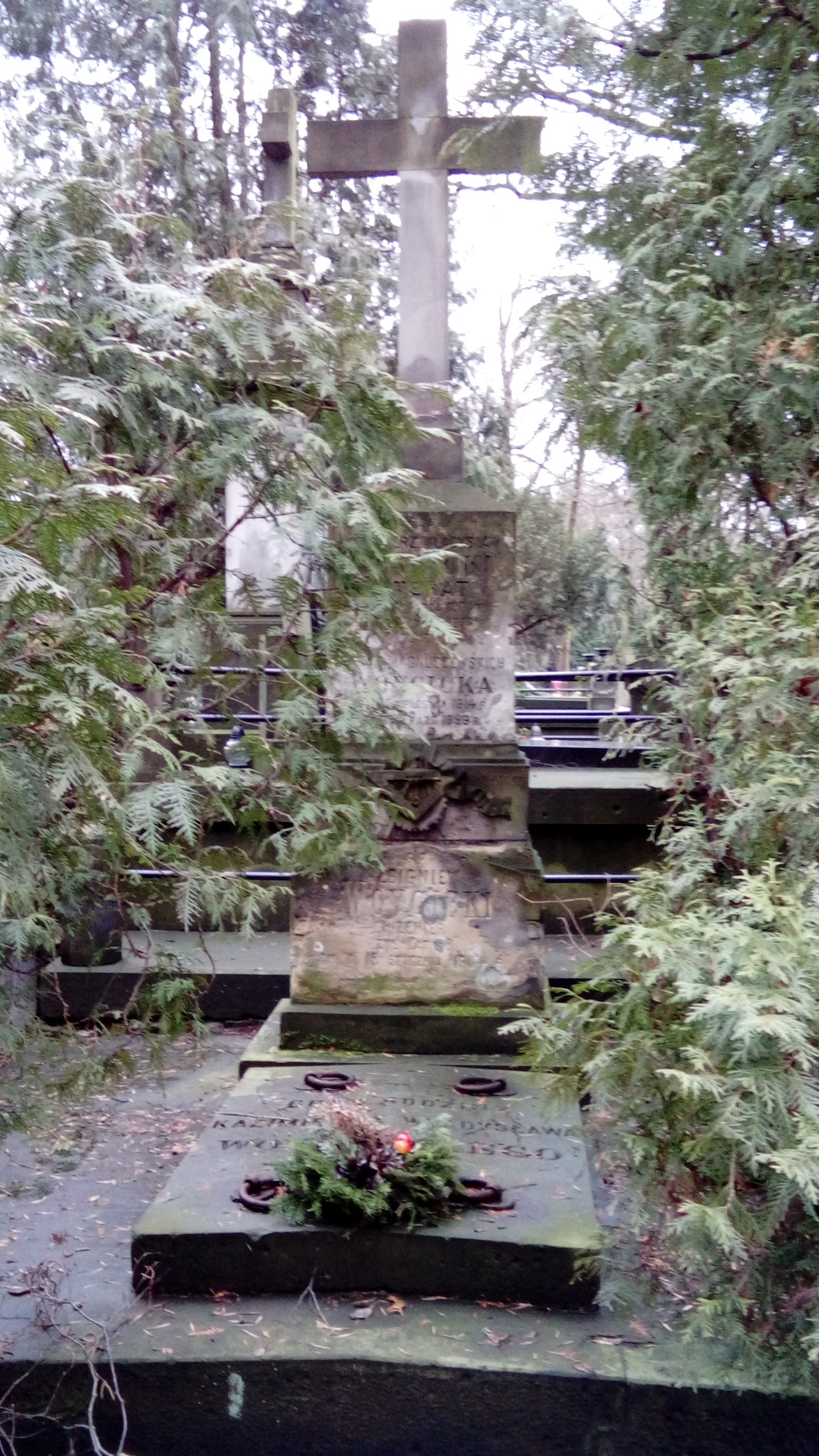
Grób Kazimierza Władysława Wóycickiego na cmentarzu Powązkowskim

Kazimierz Władysław Wóycicki (ur. 3 marca 1807 w Warszawie, zm. 2 sierpnia 1879 tamże) – polski literat i wydawca, historyk Warszawy.

## Życiorys
Był synem Jana (1764-1840), przybocznego lekarza króla Stanisława Augusta Poniatowskiego (król zmarł na jego rękach) i Zofii z Zienkiewiczów. Pierwsze nauki pobierał u pijarów, w latach 1826–1827 studiował na wydziale chemicznym Szkoły Przygotowawczej do Instytutu Politechnicznego w Warszawie; uczęszczał także na kursy prawa i literatury w Uniwersytecie Warszawskim (m.in. wykłady Ludwika Osińskiego i Kazimierza Brodzińskiego), poświęcając czas wolny od nauki na podróże po kraju, zbieranie i zgłębianie literatury ludowej. Nie ukończył formalnych studiów wyższych, już w 1827 rozpoczynając pracę dziennikarską (w „Dzienniku Warszawskim”).
W latach 1827–1830 odbył wiele podróży krajoznawczo-folklorystycznych. Wziął udział w konkursie ogłoszonym przez Warszawskie Towarzystwo Przyjaciół Nauk na „rozprawę o zwyczajach, obyczajach, podaniach i pieśniach i przysłowiach ludowych” (1828); zgromadził bogaty materiał, ale ostatecznie konkurs anulowano – praca Wóycickiego była jedyną zgłoszoną. W 1830, wykorzystując swoje badania, ogłosił 3-tomowe Przysłowia narodowe.
Uczestniczył jako żołnierz w powstaniu listopadowym, pod Grochowem odniósł rany, służbę ukończył w stopniu majora. Wydał w tym czasie Pamiętnik Kilińskiego, a także śpiewniki patriotyczne. Po upadku powstania schronił się w Prusach Wschodnich wraz z korpusem gen. Rybińskiego. Potem osiadł w Galicji, gdzie nawiązał kontakt z lwowskimi literatami i brał udział w przygotowywaniu Ziewonii. Jako czytelnik Ossolineum we Lwowie, wykorzystując życzliwość pracowników wypożyczał do domu książki, a następnie rozpruwał współoprawne starodruki i przywłaszczał sobie najrzadsze egzemplarze. Między listopadem 1833 r. a lutym 1834 r. ukradł w ten sposób 187 wydawnictw, nieraz unikatów (kradzież wykrył Żegota Pauli). Wyzyskiwał je do własnych publikacji, a następnie sprzedawał, fałszując stemple. Próby policyjnego lub prywatnego odzyskania skradzionych druków nie przyniosły rezultatu, a Wóycicki zrzucił winę na nieporządek w zbiorach Ossolineum.
W 1834 powrócił do Królestwa Polskiego, był krótko więziony, następnie pracował jako dzierżawca dóbr ziemskich. Po poniesieniu dużych strat w efekcie wylewu Wisły osiadł na stałe w Warszawie w 1845. Utrzymanie zapewniał sobie dochodami z posad rządowych – głównego archiwisty i bibliotekarza Senatu, następnie dyrektora Drukarni Komisji Rządowej Sprawiedliwości i redaktora „Dziennika Praw”. Zajęcia te pozostawiały mu sporo czasu, który pożytkował na pracę wydawniczą i literacką. W 1848 został członkiem Towarzystwa Naukowego Krakowskiego, zaś w 1860 Poznańskiego Towarzystwa Przyjaciół Nauk. W 1859 wszedł do redakcji Encyklopedii powszechnej Orgelbranda. Jego nazwisko wymienione jest w I tomie z 1859 roku na liście twórców zawartości tej encyklopedii. 15 maja 1876 obchodził jubileusz 50-lecia działalności literackiej. Zmarł w 1879. Został pochowany na cmentarzu Powązkowskim (kwatera 199-4-1/2/3).

## Twórczość literacka
Wóycicki debiutował w 1826 w „Rozmaitościach Warszawskich” objaśnieniami przysłów polskich. Był członkiem redakcji (potem redaktorem naczelnym) „Biblioteki Warszawskiej”, inicjatorem wydawania czasopisma „Kłosy”, współpracownikiem czasopism „Przegląd Naukowy”, „Bluszcz”, „Tygodnik Illustrowany”, redaktorem i autorem wielu haseł w Encyklopedii powszechnej Samuela Orgelbranda. Wydawał znane pisma zbiorowe – Album warszawskie i Album literackie. Zainicjował Bibliotekę Starożytnych Pisarzy Polskich, zawierającą dokumenty, listy, pamiętniki i utwory z XVI-XVII w. W swoich pracach historyczno-etnograficznych często kompilował teksty staropolskie (również ukradzione); posuwał się niekiedy do plagiatów – Pieśni ludu z 1836 r. zawierają fragmenty autorskiej pracy Żegoty Pauliego, którą ten dawał Wóycickiemu do oceny. Ocena jego pracy jako historyka i wydawcy wypada negatywnie. Jerzy Maternicki wypunktował w niej „przypadkowość w doborze materiału źródłowego, całkowity brak krytycyzmu, wypełnianie luk w źródłach własnymi domysłami oraz pochopność sądów”.
W swoich pamiętnikach utrwalał zachowania określonych grup społecznych (mieszkańcy Warszawy, artyści, studenci, literaci). Publikował je pod koniec życia, jednak dotyczyły głównie czasów przed powstaniem listopadowym. Oprócz własnych wspomnień korzystał z innych źródeł, zbliżając się miejscami do eseju socjologicznego lub gawędy historycznej. W pamiętnikach skupiał się bardziej na wielostronnym obrazie rodzinnego miasta niż na jednostkowym punkcie widzenia.
Najbardziej znanymi dziełami Wóycickiego były:
- Kurpie, powieść historyczna
- Klechdy starożytne, podania i powieści ludu polskiego i Rusi
- Pamiętnik dziecka Warszawy
- Warszawa i jej społeczność w początku naszego stulecia
- Cmentarz Powązkowski pod Warszawą

Był – wraz z żoną Anną z Magnuszewskich – aktywnym uczestnikiem życia towarzyskiego Warszawy. Spotkał się z życzliwością warszawskiego środowiska literackiego, kiedy w 1861 po konflikcie z margrabią Wielopolskim utracił posady rządowe i źródła dochodu. Literaci ofiarowali Wóycickiemu Księgę zbiorową, wydaną bezpłatnie przez drukarzy i sprzedawaną przez księgarzy bez marży w kilku tysiącach egzemplarzy. Wydarzenie to było rzadkim przykładem solidarności środowiska literackiego w Królestwie Kongresowym. Wkrótce pisarz odzyskał równowagę finansową dzięki stanowisku prezesa Komitetu Właścicieli Listów Zastawnych przy Towarzystwie Kredytowym Ziemskim.
W jego salonie spotykali się przedstawiciele środowisk kulturalnych, literackich i naukowych. Spotkania te Paulina Wilkońska, autorka pamiętników obejmujących lata 40. XIX wieku, wspomina następująco:

Wszyscy literaci, ktokolwiek by co napisał, znakomici, znani i nieznani – wszyscy najpierwej w progi pana Kazimierza przychodzą.

## Prace
Oprócz licznych prac rozproszonych po rozmaitych czasopismach i wydawnictwach zbiorowych warszawskich, krakowskich, lwowskich, wileńskich i poznańskich, wydał oddzielnie:
- Gawędy i obrazy
- Zarysy domowe
- Przysłowia Narodowe (3 t., Warszawa, 1830, Tom 1, tom 2, tom 3)
- Pamiętniki Jana Kilińskiego (Warszawa, 1830)
- Pieśni ojczyste (1830)
- Guślarz Gwardii Honorowej (1830)
- Kurpie, powieść historyczna (2 t. Lwów, 1834, Tom 1, Tom 2)
- Pieśni ludu Białochrobatów, Mazurów i Rusi z nad Bugu (2 t., Warszawa, 1836)
- Klechdy starożytne, podania i powieści ludu polskiego i Rusi (2 t., Warszawa, 1837, 2 wyd. z ilustracjami, 1876);
- Starożytne przypowieści z XV, XVI i XVII wieku (1836)
- Stare gawędy i obrazy (4 t. 1840, tom 1, tom 2, tom 3, tom 4)
- Teatr starożytny w Polsce (2 t., 1840)
- Zarysy domowe (4 t., 1842)
- Bibljoteka starożytnych pisarzów polskich (6 t., 1843–1844)
- Obrazy starodawne (2 tomy, 1843, tom 1, tom 2)
- Historja literatury polskiej w zarysach (4 t., 1845, 2 wyd., 1860, Tom 1, Tom 2, Tom 3, Tom 4)
- Domowe powiastki i wizerunki (2 t., 1846)
- Pamiętniki do panowania Zygmunta III, Władysława IV i Jana Kazimierza (2 t., 1846)
- Samuel książę Korecki (1846)
- Statuta polskie króla Kazimierza, w Wiślicy ułożone (1847)
- Święta Jadwiga księżna szląska z rodziny Piastów (1848)
- Pieśń polska z 1462 r. o zabiciu Andrzeja Tęczyńskiego (1848)
- Jan Stefan Wydżga i jego pamiętnik (1852)
- Życiorysy znakomitych ludzi (2 t., 1850)
- Latopisiec, albo kronika Joachima Jerlicza (3 t., Petersburg, 1853)
- Domowe powieści (2 t., Mohylew, 1853, Tom 1, tom 2)
- Cmentarz Powązkowski pod Warszawą (3 t., Warszawa, 1855–1857, reprint 1970)
- Wspomnienia o życiu Adama Mickiewicza (ante 1858)
- Mazowieckie powiastki (1858)
- Silva Rerum, Staropolskie powieści (2 t., Wilno, 1862, tom 1, tom 2)
- Amerykanin (Poznań, 1839)
- Szkice historyczne (Kraków, 1869)
- Niewiasta polska w początkach bieżącego stulecia (Warszawa, 1875)
- prace zbiorowe Album Warszawskie (1845) i Album literackie (2 t., 1848–1849)
- szereg obrazów pamiętnikowej formy z życia towarzystwa warszawskiego przed 1820 r., jak:
  - Ostatni klasyk (Warszawa, 1872)
  - Kawa literacka w Warszawie (1873)
  - Fryderyk hrabia Skarbek (1873)
  - Pamiętniki dziecka Warszawy i inne wspomnienia warszawskie
  - Warszawa i jej społeczność w początkach naszego stulecia (1875)
  - Z rodzinnej zagrody (1877)
  - Pokój dziadunia (1878)
  - Społeczność Warszawy w początkach naszego stulecia, 1800 do 1830 (1878)
  - Literatura polska w zarysach dla młodzieży (1879) i in.

## Upamiętnienie
31 stycznia 1979 w Warszawie jednej z ulic na terenie obecnej dzielnicy Bielany zostało nadanie imię Kazimierza Wóycickiego.